# 톰스크 에스페란토 동아리
톰스크 에스페란토 동아리(Tomska Esperanto-Klubo)는 1979년 5월 19일 소련 톰스크 주에서 만들어진 에스페란토 동아리다.